# Массіаруська сільська рада
Ма́ссіаруська сільська рада (ест. Massiaru külanõukogu, рос. Массиаруский сельский совет) — сільська рада в Естонській РСР, адміністративно-територіальна одиниця в складі повіту Пярнумаа (1945—1950), Кілінґі-Ниммеського району (1950—1959), Аб'яського району (1959—1962) та Пярнуського району (1962—1971).

## Географічні дані
1959 року населення, що мешкало на території сільради, становило 918 осіб, 1970-го — 514 осіб.

## Населені пункти
У 1970 році Массіаруській сільській раді підпорядковувалися села:
Ару (Aru), Колберґі (Kolbergi), Лауласте (Массіару) (Laulaste), Мяекюла (Mäeküla), Непсте (Nepste), Тууліку (Tuuliku), Уріссааре (Urissaare), Ууемаа (Uuemaa).

## Історія
16 серпня 1945 року на території волості Лайксааре в Пярнуському повіті утворена Массіаруська сільська рада з центром у селі Массіару.
26 вересня 1950 року, після скасування в Естонській РСР повітового та волосного поділу, сільська рада ввійшла до складу новоутвореного Кілінґі-Ниммеського сільського району.
17 червня 1954 року в процесі укрупнення сільських рад Естонської РСР до сільради відійшла частина скасованої Азуяської сільської ради
24 січня 1959 року після ліквідації Кілінґі-Ниммеського району сільрада приєднана до Аб'яського району. 21 грудня 1962 року Аб'яський район скасований, а Массіаруська сільрада передана в підпорядкування Пярнуським районним органам.
10 березня 1971 року Массіаруська сільська рада ліквідована, її територія склала східну частину Гяедемеестеської сільської ради Пярнуського району.